# Henry L. Stimson
Henry Lewis Stimson (født 21. september 1867, død 20. oktober 1950) var en amerikansk politiker.
Han var krigsminister to gange (1911-13 og 1940-45), udenrigsminister (1929-33), og generalguvernør af Filippinerne (1927-29).